# Макино (пролив)
Макино (англ. Straits of Mackinac) — пролив, соединяющий два Великих озера — Гурон и Мичиган. В самом узком месте ширина пролива составляет 8 километров. Через пролив перекинут автомобильный висячий мост Макино, являющийся одним из самых длинных висячих мостов в мире. Глубина пролива до 90 метров.
В проливе расположено четыре острова: Буа-Блан (обитаемый), Макино (обитаемый), Раунд-Айленд (необитаемый) и Остров Святой Елены (необитаемый).
На берегах пролива расположено четыре маяка, которые являются памятниками истории.